# جيف سومرز
جيف سومرز (بالإنجليزية: Jeff Somers)‏ هو كاتب خيال علمي وكاتب أمريكي، ولد في 1971 في نيوجيرسي في الولايات المتحدة.

## وصلات خارجية
- الموقع الرسمي